# Ereck Flowers
Ereck Flowers (* 25. April 1994 in Miami, Florida) ist ein ehemaliger US-amerikanischer American-Football-Spieler. Er spielte sieben Jahre auf der Position des als Guard und Tackle in der National Football League (NFL).

## High School
Flowers begann an der Krop High School Basketball zu spielen. Erst mit dem Wechsel an die Norland High School in Miami Gardens startete er seine Football-Karriere. Im Jahr 2012 wurde Flowers laut der Internetseite Rivals.com unter den Top 20 Offensive Tackles aufgeführt. Obwohl er auch andere Angebote hatte, entschied sich Flowers, auf die University of Miami in Florida zu wechseln.

## College
In den folgenden drei Jahren wurde Flowers in allen 36 Spielen seiner Miami Hurricanes eingesetzt, mal auf der Position des Left Tackles, mal auf der des Right Tackles. Im Dezember 2014 verkündete Flowers, am NFL Draft 2015 teilzunehmen.

## NFL
Flowers wurde in der ersten Runde an neunter Stelle im NFL Draft 2015 von den New York Giants gedraftet. Er war der am höchsten gedraftete Offensive Lineman seines Colleges seit 2002. Er unterschrieb für vier Jahre über 14,3 Millionen US-Dollar. Seitdem bestritt er 55 von 59 möglichen Regular-Season-Spielen für die Giants (Stand Saison 2018). In dieser Zeit ließ er 180 Mal Druck auf den Quarterback zu, mit Abstand Höchstwert in der NFL. Zur Saison 2018 wurde er auf die Position des rechten Tackles umtrainiert und auf dieser Position zum Backup degradiert. Am 8. Oktober 2018 wurde er schließlich von den Giants entlassen. Am 12. Oktober 2018 verpflichteten ihn die Jacksonville Jaguars. Nachdem er auf der Position des Tackles die Erwartungen nicht erfüllen konnte, transferierten die Jaguars Flowers bereits ein knappes halbes Jahr später zu den Washington Redskins. Dort unterzeichnete er am 18. März 2019 einen Einjahresvertrag.
Am 16. März 2020 einigte er sich auf einen Dreijahresvertrag mit den Miami Dolphins über 30 Millionen Dollar. Er kam in 14 Spielen für die Dolphins als Starter zum Einsatz. Am 28. April 2021 wechselte Flowers per Trade zurück nach Washington. Er kam in 16 Spielen als Starter zum Einsatz, am 16. März 2022 wurde Flowers entlassen.